# Воскресенское (Курганская область)
Воскресе́нское — село в Половинском районе Курганской области. До преобразования в январе 2022 года муниципального района в муниципальный округ административный центр Воскресенского сельсовета.

## География
Расположено на берегу озера Шибаево, в 107 км к югу от Кургана.

## История
До революции село Воскресенское (Шибаево) относилось к Башкирской волости Курганского уезда Тобольской губернии.
В 1919 году образован Воскресенский сельсовет, 14 июня 1954 вошёл в Пищальский сельсовет.
25 сентября 1984 года образован Воскресенский сельсовет.

## Население
| 1926 | 1989 | 2002 | 2010 | 2012 | 2013 | 2014 |
| ---- | ---- | ---- | ---- | ---- | ---- | ---- |
| 1894 | ↘607 | ↘601 | ↘439 | ↘420 | ↘402 | ↘400 |
| 2015 | 2016 | 2017 | 2018 | 2019 | 2020 |      |
| ↘397 | ↘395 | ↘392 | ↘378 | ↗379 | ↗382 |      |

По данным переписи 1926 года в селе Воскресенское (Шибаево) проживало 1894 человека, в т.ч. русские — 1885 чел., киргиз. — 5 чел.

## Инфраструктура
Село является конечным пунктом автодороги Курган-Половинное-Воскресенское, которая имеет в 0,5 км от села ответвление на границу с Казахстаном. С российской стороны расположен контрольно-пропускной пункт МАПП "Воскресенское".
Близость села к границе с Казахстаном даёт дополнительные рабочие места в нём.

## Образование
В селе работает МОУ "Воскресенская основная общеобразовательная школа".
Также действует учреждение дошкольного образования "Воскресенский детский сад".